# HD 2952
Désignations
HD 2952 ou HR 135 est une étoile située dans la constellation de Cassiopée. Il s'agit d'une géante de couleur orange, de type spectral K0III et distante de ∼ 358 a.l. (∼ 110 pc).
Autour de HD 2952 orbite une planète, HD 2952 b, découverte en 2013 par la méthode des vitesses radiales. Cette planète, vraisemblablement jovienne, a une masse estimée à 1,6 MJ.